# Greip
Greip ("[colei che] afferra") è una figura della mitologia norrena. È una delle figlie del gigante Geirrøðr e viene menzionata in merito al viaggio del dio Thor presso Geirrøðargarðar ("recinto di Geirrøðr"), la dimora di questo.
Dal momento che Geirrøðr voleva misurarsi con Thor solamente quando questi fosse stato sprovvisto del suo martello Mjöllnir, della cintura di forza e dei guanti di ferro, costrinse Loki a condurre da lui il dio sprovvisto di questi utensili magici. Thor, tuttavia, nella strada verso la corte del gigante, ricevette da Gríðr altri utensili magici come il bastone Gríðarvölr.
Giunto presso Geirrøðr, Thor ebbe da affrontare numerosi tranelli che il gigante gli aveva teso: lui e Loki furono condotti in una stalla dove avrebbero passato la notte e, non appena Thor si sedette su una sedia, questa si innalzò perché Greip e Gjálp, l'altra figlia di Geirrøðr, erano sotto questa e la spingevano verso il soffitto con la schiena; Thor allora puntò il bastone contro le travi e si spinse verso il basso, spezzando la schiena alle due gigantesse.